# Alectra linearis
Alectra linearis là loài thực vật có hoa thuộc họ Cỏ chổi. Loài này được Hepper mô tả khoa học đầu tiên năm 1960.